# 白酒

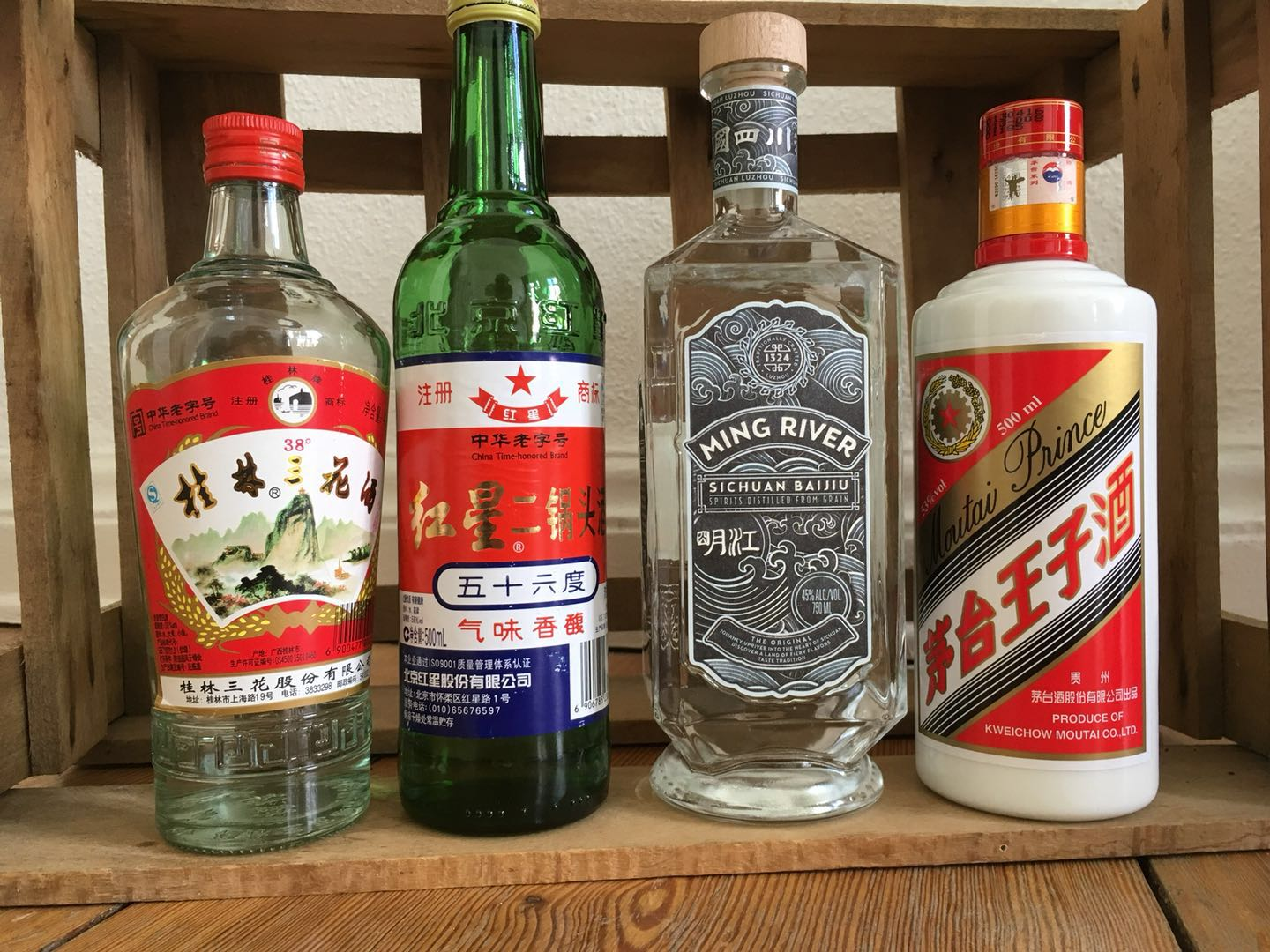
各式白酒

白酒，又稱烧酒、燒酎、白乾、火酒、高粱酒，是一種傳統蒸餾酒，為燒酒的一種，主要产自中国大陆和台湾，是華人常饮用的蒸馏酒，也是在传统节日送人的礼品。它其实是一种包含很多不同种类蒸馏酒的混合名词，其原料可能是不同的谷物，品种繁多，但都其核心酿造工艺都是纯粮固态或半固态发酵技术，这也是白酒区别于其他蒸馏酒的最大特点。由于绝大多数白酒的主要原料为高粱，因此也被称为高粱酒，只有极少数白酒不使用高粱而则以大米或玉米为主要原料。
要酿造白酒首先要製酒麴，即用熟粮食和菌种混合培养，制成酒麴后，再和固态的谷物混合同时进行糖化和发酵制成酒醅、再进行蒸馏。製曲时主要使用麦类以及豆类等各种粮食，製酒发酵时使用的谷物以高粱为主，也可以部分加入其他谷物如大米、糯米、玉米以及大麦等。根据不同的酿造工艺，白酒经蒸馏调配后的酒精濃度（V/V）一般为35度至68度之间。根据中国国家统计局数据，2016年中国大陸的规模以上白酒厂商总共酿造了135亿升的白酒。

## 历史
中國的白酒被普遍认为源於元朝，例如李时珍《本草纲目》称“烧酒，非古法也，自元时起始创其法”，也有观点认为在宋代甚至唐代就已经由西域或契丹传入但这些说法存在较大争议。白酒的製作方法可能源自阿拉伯人的蒸餾酒技術。契丹人的春捺缽亦有蒸餾酒技術。類似製作方法的酒類，還有日本燒酒（燒酎）、韓國燒酒、琉球燒酒（泡盛）等。其起源與白酒相同，皆是在元代後出現，但因地域及使用原料不同，使得這些酒類各自擁有不同的風味。
在元代時，阿拉伯的亞力酒傳入蒙古帝國，音译称阿剌吉、哈喇基等，蒸餾酒技術也隨之傳入。白酒在维吾尔语中称作阿克阿拉克，即白色亚利酒。在元代時稱為燒酎，至明代時稱為燒酒，又稱露酒。也有说法认为唐朝甚至汉代时已经有蒸馏酒
在明清時期以及近代中国，白酒则被称为烧酒。而当時的白酒，指的是濁酒，为发酵时间较短的一类米酒。另一类发酵时间长的米酒为黄酒。白(米)酒及黃酒中，經常被加入燒酒，以延長保存期限。
1950-1960年代内，中国轻工业部在中国各地进行了一系列的白酒试验，系统性地梳理了茅台、汾酒、泸州老窖等酒类的制曲、酿造等工艺流程，测定了酒曲中的微生物组成。这些白酒试验为大陆白酒的生产提供了科学依据。1967年天津酿酒厂首次用蒸馏后剩余的尾酒勾兑制酒，制成白酒的香味与一般白酒无异，这一工艺方法被称为尾酒勾兑新法。
根据中国大陆2022年6月1日施行的国家标准，“白酒”必须以粮食谷物酿造而成，不得再添加香料等添加剂，否则只能被称为“配制酒”。

## 类型
根据曲种不同，白酒分为“大麯酒”和“小曲酒”、“麸曲酒”、“混曲酒”等类型：
- 大曲多以纯小麦、高粱、大麦或豌豆等为制曲原料，曲块大，分为高温大曲、中温大曲和低温大曲三大类；主要包含曲霉菌和酵母；用大曲酿酒多以固态发酵，有出酒率较低、生产周期长、酒体风味丰富的特点。除了本身所含的醋酸菌、乳酸菌和芽孢杆菌等多种微生物菌群之外，大曲在生产过程中直接与环境空气接触，故酒曲内的微生物还与酿造环境中的微生物密切相关，因此即使原料和生产工艺完全相同，不同地区所酿之大曲酒也会因当地的气候、地质和地理而有所不同，因而有酱香型、浓香型、清香型成品。[18]
- 小曲多以高粱或大米的米粉或米糠为主料，中草药为辅料制曲，曲块小，分为酒曲丸、酒曲饼与散曲，主要包含毛霉菌、根霉菌和酵母。霉菌将粮食中的淀粉分解成糖，酵母再将糖转化为酒精。小曲酿酒以固态或半固态发酵，发热量低，主要应用于南方湿热气候；其所含的起生香作用的细菌类菌群比大曲少，所以小曲白酒风味单一，因而只有一种米香型成品。[18]
- 麸曲以麸皮为原料，在蒸煮后接种纯种霉菌，再进行人工培养后所得到的纯种曲；麸曲中的微生物以霉菌为主，种类单一，糖化力高，但发酵力以及产香力弱，需与其它酒曲共同使用。以麸曲酿酒一般以高粱、玉米或薯干等含淀粉的物质为原料，以纯种麸曲为发酵剂，加以酒精酵母一同发酵，所产白酒的成本和价格比以大曲和小曲所产白酒的低。因原料利用率高、节约粮食、出酒率高、生产周期短，以此法生产的白酒现已占中国大陆白酒总产量的七成以上。
- 混曲多为从以上三种酒曲中采用数种酒曲来酿酒，或采用同一曲种里的不同亚种/分种/类群来酿酒，其成品因而有复合香型而被称为兼香型。

白酒过去曾依酒曲质量分为特曲、头曲、二曲和三曲几个等级，但因各地酿造工艺、气候、地质、地理、原料和成品质量不同，极易造成混淆而不能准确反映出白酒等级，因而近年来已统一规定为依接酒时间和储藏窖龄来区分：
- 特曲：蒸馏之后，接酒接出的第一段酒为特曲，特曲上市前须窖藏贮存至少三年。
- 头曲：接出特曲以后再接出的首段酒为头曲，头曲上市前须窖藏贮存至少一年。
- 二曲：接出头曲以后再接出的酒为二曲，二曲上市前须窖藏贮存至少半年。
- 三曲：酿成后可直接上市销售，不须任何窖藏贮存的酒为三曲，多为麸曲酒。

中国大陸大部分知名白酒产于西南部的四川和贵州两省，以及江淮平原，多是大曲酒，以浓香型为多。在中国大陸市场上有“川酒云烟”的说法，即指西南地区的白酒质量高。2018年国家标准规定了10种白酒香型标准和1种非单独香型标准的地理标志标准，其中为其他香型之母体的酱香型、浓香型、清香型和米香型是白酒四大基本香型。此外尚有1种贵州省地方标准，而四大基本香型中的酱香型、浓香型、和清香型合占白酒市场总份额的95%以上。
| 香型                                                           | 标准                           | 制作 | 色泽和外观                             | 香气                                                         | 口味口感                               |
| -------------------------------------------------------------- | ------------------------------ | --- | -------------------------------------- | ------------------------------------------------------------ | -------------------------------------- |
| 酱香型 Jiang-flavour Chinese spirits                           | GB/T 26760-2011                | 以高粱、小麦、水等为原料，经传统固态法发酵、贮存、勾兑而成                                                   | 无色或微黄，清亮透明，无悬浮物，无沉淀 | 酱香突出，香气幽雅，空杯留香持久                             | 酒体醇厚、丰满，诸位协调，余味悠长     |
| 浓香型 Strong aromatic Chinese spirits                         | GB/T 10781.1-2006              | 以粮谷为原料，采用浓香大曲为糖化发酵剂，经泥窖固态发酵，固态蒸馏，陈酿、勾调而成                             | 无色或微黄，清亮透明，无悬浮物，无沉淀 | 具有以浓郁窖香为主的、舒适的复合香气（己酸+己酸乙酯）        | 绵甜醇厚，谐调爽净，余味悠长           |
| 清香型 Mild aromatic Chinese spirits                           | GB/T 10781.2-2006              | 以粮穀为原料，经传统固态法发酵、蒸馏、陈酿、勾兑而成                                                         | 无色或微黄，清亮透明，无悬浮物，无沉淀 | 清香纯正，具有乙酸乙酯为主体的优雅、谐调的复合香气           | 酒体柔和谐调，绵甜爽净，余味悠长       |
| 米香型 Rice aromatic Chinese spirits                           | GB/T 10781.3-2006              | 以大米等为原料，经传统半固态法发酵、蒸馏、陈酿、勾兑而成                                                     | 无色，清亮透明，无悬浮物，无沉淀       | 米香纯正，清雅                                               | 酒体醇和，绵甜、爽冽，回味怡畅         |
| 浓酱兼香型 Nong jiang-flavour Chinese spirits                  | GB/T 23547-2009                | 以粮谷为原料，经传统固态法发酵、蒸馏、陈酿、勾兑而成                                                         | 无色或微黄，清亮透明，无悬浮物，无沉淀 | 浓酱谐调，幽雅馥郁                                           | 细腻丰满，回味爽净，无苦涩感           |
| 凤香型 Feng-flavour Chinese spirits                            | GB/T 14867-2007                | 以粮谷为原料，经传统固态法发酵、蒸馏、酒海陈酿、勾兑而成                                                     | 无色或微黄，清亮透明，无悬浮物，无沉淀 | 醇香秀雅，具有乙酸乙酯和己酸乙酯为主的复合香气               | 醇厚丰满，甘润挺爽，诸味谐调，尾净悠长 |
| 豉香型 Chi-flavour Chinese spirits                             | GB/T 16289-2018                | 以大米为原料，经蒸煮后，用大酒饼作为主要糖分发酵剂，采用边糖化边发酵的工艺，经蒸馏、陈肉酝浸、勾调而成       | 无色或微黄，清亮透明，无悬浮物，无沉淀 | 豉香纯正，清雅                                               | 醇和甘冽，酒体丰满、谐调，余味爽净     |
| 特香型 Te xiang xing baijiu                                    | GB/T 20823-2017                | 以大米为主要原料，以面粉、麦麸和酒糟培制的大曲为糖化发酵剂，经红褚条石窖池固态发酵，固态蒸馏、陈酿、勾调而成 | 无色或微黄，清亮透明，无悬浮物，无沉淀 | 幽雅舒适，诸味谐调，具有浓、清、酱三香，但均不露头的复合香气 | 绵柔醇和，醇甜，香味协调，余味悠长     |
| 芝麻香型 Zhi Ma-flavour Chinese spirits                        | GB/T 20824-2007                | 以高粱、小麦（麸皮）等为原料，经传统固态法发酵，蒸馏、陈酿、勾兑而成                                         | 无色或微黄，清亮透明，无悬浮物，无沉淀 | 芝麻香幽雅纯正                                               | 醇和细腻，香味谐调，余味悠长           |
| 老白干香型 LaoBaiGan-flavour Chinese spirits                   | GB/T 20825-2007                | 以粮谷为原料，经传统固态法发酵，蒸馏、陈酿、勾兑而成                                                         | 无色或微黄，清亮透明，无悬浮物，无沉淀 | 醇香清雅，具有乳酸乙酯和乙酸乙酯为主体的自然谐调的复合香气   | 酒体谐调、醇厚甘冽、余味净爽           |
| 馥郁香型 Fuyu xiang xing baijiu                                | GB/T 22736-2008 地理标志产品   | 以小麦、大米、玉米、糯米、和高粱以根霉曲和中高温大曲为糖化发酵剂，发酵、增香、陈酿、勾调而成                 | 无色或微黄，清亮透明，无悬浮物，无沉淀 | 具有浓、清、酱三香，前浓、中清、后酱                         | 入口绵甜圆润、醇厚丰满、回味净爽悠长   |
| 董香型 (药香型) Dong xiang xing baijiu (Yao xiang xing baijiu) | DB52/T 550-2013 贵州省地方标准 | 以高粱为主料，加130种中草药，以小曲小窖制取酒醅，大曲大窖制取香醅，酒醅香醅串蒸而成                          | 无色或微黄，清亮透明，无悬浮物，无沉淀 | 既有大曲酒的浓郁芳香，又有小曲酒的柔绵、醇和、回甜           | 入口醇和浓郁，饮后甘爽味长             |

### 酱香型

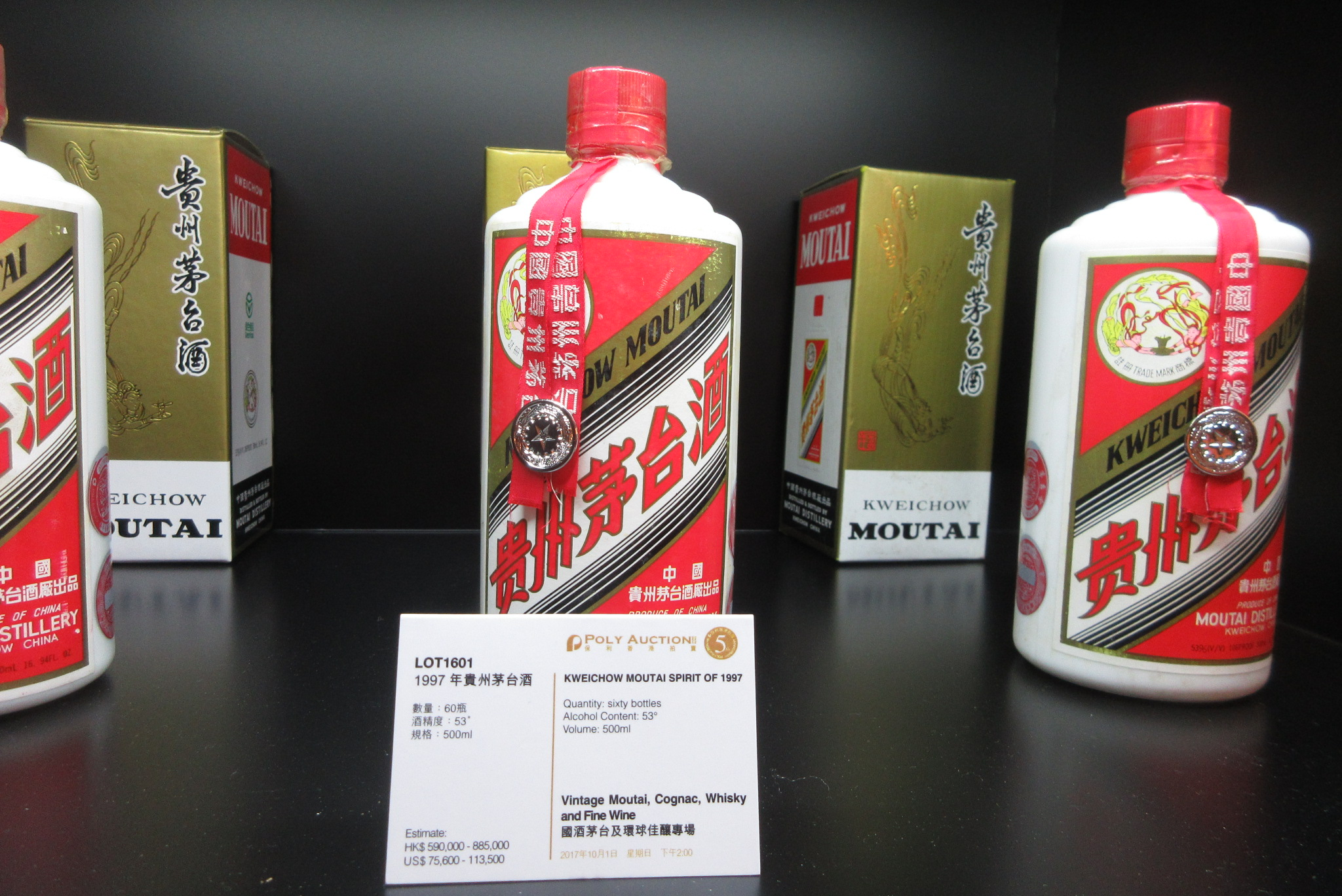
茅台

酱香型白酒指以茅台为代表的一类大曲白酒，是一种以高粱为主要原料的蒸馏酒。
酱香型酒的香气主要由己酸、己酸乙酯、芳香族化合物、二元醇和等物质发出，这些起香物质有“四高一低一多”的特点，即酸高、醇高、醛酮高、氨基酸高、酯低、含氮化合物多(种类、数量多)。酱香型白酒的生产过程有四高的特点：即高温制曲、高温堆积、高温发酵和高温接酒；均为所有白酒中最高的，其中制曲和发酵时达60摄氏度，堆积时达45至50摄氏度，蒸馏接酒时达40摄氏度。高温蒸馏接酒可排除挥发性强的硫化物和其他剌激性的低沸点物质，所以酒体中残留的易挥发物质少，能更多地保留不易挥发的高沸点香味物质。酱香型白酒因须用料大而成本高、自然环境限制严、酿造工艺复杂、生产周期长、产量低，其产量仅占中国大陆白酒总产量的2-3%，但销售额却占15-20%，利润更是占全行业的35%。

### 浓香型
浓香型白酒指以中国三大名酒“茅五剑”中的五粮液和剑南春为代表的一类大曲白酒，是中国历史悠久的传统酒种，是一种以高粱为主要原料的蒸馏酒。浓香型白酒产量一直稳占中国大陆白酒总产量的七成以上，近年来已接近八成；其香型以己酸和己酸乙酯为主要起香物质所产生的浓郁窖香为主、舒适的复合香气。浓香型可再进一步细分为三个流派：
- 西部浓香型：以四川为代表，又称川派浓香型，包括四川和贵州所产的浓香型白酒；其香型为浓中带有陈味或酱味。
- 南方浓香型：又称“江淮派“、“纯浓派”或“淡雅浓香派”浓香型，其香型中的陈味或酱味不及川派浓香型，所以气产品的曲香、粮香和窖香均不如川派白酒强烈，但其油陈味(豌豆发酵味)则比川派白酒突出。
- 北方浓香型：香型介于江淮派和川派之间，其产品窖香强于江淮派产品，但弱于川派产品。

### 清香型
清香型白酒指以1952年中国四大名酒“茅泸西汾”中的汾酒为代表的一类大曲白酒，为中国历史悠久的传统酒种，是一种以高粱为主要原料的蒸馏酒。清香型白酒的产量在中国大陆白酒产量中排名第二，仅次于排名第一的浓香型白酒，但相较占中国大陆白酒总产量近八成的浓香型白酒，清香型白酒只占总产量的8%，不到一成。清香型白酒的香型以乙酸乙酯 、乳酸乙酯和琥珀酸为主要起香物质所产生的清雅、协调的香气。

### 米香型
米香型白酒指以桂林三花酒为代表的一类小曲米液，是中国历史悠久的传统酒种。是一种以大米为主要原料的蒸馏酒。米香型酒香气清柔，幽雅纯净，入口柔绵，回味怡畅，给人以朴实纯正的美感。米香型酒的香气组成是乳酸乙酯含量大于乙酸乙酯，高级醇含量也较多，共同形成它的主体香。这类酒的代表有桂林三花酒、全州湘山酒、广东长乐烧等小曲米酒。

### 兼香型
兼香型白酒又称复合香型白酒，是中国大陸历史悠久的传统酒种。兼香型白酒的香味是由白酒四大基本香型中的数种之混合，依不同香型又可再进一步细分。因酿造工艺和自然环境的不同造成兼香型白酒的各种独特香型，但多为浓酱兼香型。2018年中國大陸国家标准规定的10种白酒香型标准和1种非单独香型标准的地理标志标准，和另外1种贵州省地方标准中，除了为其他香型之母体的酱香型、浓香型、清香型和米香型是白酒四大基本香型之外，其他八种香型均为兼香型。

## 历届驰名白酒评选结果
名优白酒评选总共进行过五次，其中第三次和第四次由于文革而中断了16年。进入到名酒白酒名单的酒厂产品则实行国家专卖制度，其价格由政府决定而实行全国统销。由于在1988年，中華人民共和国政府决定开放名优白酒价格，取消名优白酒国家专卖制度，1989年的第五次酒评会结束后，便不再举行全国性质的官方名优白酒评选。早期的白酒评选不分香型，以理化指标为准，以酯类等呈香物质高作为名优白酒标准。而到后期则分香型评选，以感官盲品辅助以理化指标来评选名优白酒。以下则为历届酒评会产生的中国名酒名单。其中茅台酒，泸州老窖和汾酒三种白酒蝉联五次中国名酒称号。
- 第一届：1952年在北京举行，共评出四大名酒，其中白酒（燒酒）为：泸州大曲酒、茅台酒、汾酒、西凤酒。
- 第二届：1963年在北京举行，共评出八大名酒： 泸州老窖特曲、五粮液、古井贡酒、全兴大曲、茅台酒、西凤酒、汾酒、董酒。
- 第三届：1979年在大连举行，共评出八种名酒： 泸州老窖特曲、茅台酒、汾酒、五粮液、剑南春、古井贡酒、洋河大曲、董酒。
- 第四届：1984年在太原举行，共评出十三种名酒： 泸州老窖特曲、茅台酒、汾酒、五粮液、洋河大曲、剑南春、古井贡酒、董酒、西凤酒、全兴大曲、双沟大曲、特制黄鹤楼酒、郎酒。
- 第五届：1989年在合肥举行，共评出十七种名酒： 泸州老窖特曲、茅台酒、汾酒、五粮液、洋河大曲、剑南春、古井贡酒、董酒、西凤酒、全兴大曲、双沟大曲、特制黄鹤楼酒、郎酒、武陵酒、宝丰酒、宋河粮液、沱牌曲酒。